# Andrijiwka (rejon białogrodzki)
Andrijiwka (ukr. Андріївка) – wieś na Ukrainie, w obwodzie odeskim, w rejonie białogrodzkim, w hromadzie Mołoha. W 2001 liczyła 1203 mieszkańców.